# Palazzo delle Poste (Bolzano)
Il Palazzo delle Poste di Bolzano (in tedesco Postgebäude Bozen) è un edificio sito in piazza Parrocchia 13, nella circoscrizione Centro-Piani-Rencio.

## Storia e descrizione

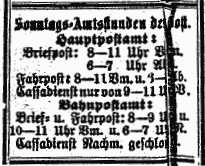
Annuncio con gli orari di sabato dellHauptpostamt (Palazzo delle Poste) e Bahnpostamt (Posta ferroviaria) di Bolzano sulla Bozner Zeitung del 3 gennaio 1891

Venne edificato nel 1889-90, in forme neorinascimentali che si ispirano all'architettura viennese della famosa Ringstraße, su progetto del costruttore locale Albert Canal, andando a sostituire l'antico Ospedale di Santo Spirito (Heilig-Geist-Spital).
Originariamente l'edificio era di tre piani ed era sormontato da una cupola in vetro che dava luce ai piani inferiori. Negli anni trenta la cupola fu abbattuta per fare spazio ad un quarto piano.
Attualmente nell'edificio sono presenti due sale che compongono l'ufficio postale centrale di Bolzano al pian terreno, mentre i piani superiori sono occupati dagli uffici della filiale di Poste Italiane e dalla sede di Bolzano del Ministero delle comunicazioni.
Dal 1924 un piano del palazzo divenne sede del Liceo Classico di Bolzano (sebbene in realtà, per il protrarsi dei lavori di ristrutturazione, le classi vi potranno fare ingresso solo alla fine del 1925). Il liceo ha poi trovato una nuova sede nel 1971.